# Leptonota sepium
Leptonota sepium är en skalbaggsart som beskrevs av Xavier Montrouzier 1861. Leptonota sepium ingår i släktet Leptonota och familjen långhorningar. Inga underarter finns listade i Catalogue of Life.